# Sasse (Grundbesitzer)
Als Sasse (auch Saße, Sass oder Saß) wurde im Mittelalter im hochdeutschsprachigen Raum ein Besitzer von Grund und Boden bezeichnet. Davon streng zu unterscheiden ist das häufige niederdeutsche Vorkommen von Familien- und Ortsnamen wie Sasse, Saß u. ä., die sich auf die Bewohner des alten Stammesherzogtums Sachsen (heutiges Niedersachsen und verschiedene Nachbarregionen) bezieht.

## Begriff
Der mittelalterliche Begriff ist mit dem Verb sitzen verknüpft, vergleiche dessen Präteritum (1./3. Person Sg.) saß. Hierzu stellen sich der Sitz einer juristischen Person und der Wohn-Sitz. Der Begriff kommt heute noch z. B. in den Worten Insasse oder ansässig vor. Des Weiteren wird das Lager von Hasen als die Sasse bezeichnet.

## Unterscheidungen
Man unterschied Sassen je nach Besitzform in:
- Freisassen: Besitzer eines Freiguts;
- Landsassen: große Landeigentümer und
- Hintersassen: Kotsassen (Kötter, Kossäten), Bauern.

Je nach der Gerichtsbarkeit, der sie unterstanden, gehörten sie zu den
- Schriftsassen: Sie konnten nur vor den damaligen Obergerichten belangt werden. Dem Vorrecht der oberen Gerichtsbarkeit folgten auch andere Vorrechte, sodass sich mit Rang und Würde persönliche Schriftsässigkeiten entwickelten[3].

und den
- Amtssassen: Sie hatten die Untergerichte im Amtsbezirk als 1. Instanz anzuerkennen.